# Municipio de Cedar (condado de Mitchell)
El municipio de Cedar (en inglés: Cedar Township) es un municipio ubicado en el condado de Mitchell en el estado estadounidense de Iowa. En el año 2010 tenía una población de 575 habitantes y una densidad poblacional de 5,18 personas por km².

## Geografía
El municipio de Cedar se encuentra ubicado en las coordenadas 43°14′34″N 92°54′10″O / 43.24278, -92.90278. Según la Oficina del Censo de los Estados Unidos, el municipio tiene una superficie total de 111.01 km², de la cual 111,01 km² corresponden a tierra firme y (0 %) 0 km² es agua.

## Demografía
Según el censo de 2010, había 575 personas residiendo en el municipio de Cedar. La densidad de población era de 5,18 hab./km². De los 575 habitantes, el municipio de Cedar estaba compuesto por el 98,61 % blancos, el 0,35 % eran asiáticos, el 0,35 % eran de otras razas y el 0,7 % eran de una mezcla de razas. Del total de la población el 1,57 % eran hispanos o latinos de cualquier raza.